# Maria Qi Yu
Św. Maria Qi Yu (chiń. 齊玉瑪利) (ur. 1885 r. w Daji, Hebei w Chinach – zm. 28 czerwca 1900 r. w Wangla, Hebei) – święta Kościoła katolickiego, męczennica.
Maria Qi Yu urodziła się w 1885 r. w Daji w prowincji Hebei. Wychowywała się w sierocińcu założonym przez katolickich księży we wsi Wangla.
Podczas powstania bokserów doszło w Chinach do prześladowania chrześcijan. 24 czerwca 1900 r. powstańcy opanowali wieś, spalili kościół i zabili wszystkich katolików, którym nie udało się uciec. Zostawili przy życiu ją i trzy inne sieroty (Łucję Wang Cheng, Marię Fan Kun i Marię Zheng Xu). Zabrali je najpierw do Yingjia, później do Mazetang, a następnie do wioski Mala. Trzy młodsze dziewczynki płakały w drodze, pocieszała je Łucja Wang Cheng. Po przybyciu do wsi Wangla wszystkie cztery odmówiły wyrzeczenia się wiary. Po tym zostały zamordowane.
Dzień jej wspomnienia to 9 lipca (w grupie 120 męczenników chińskich).
Została beatyfikowana 17 kwietnia 1955 r. przez Piusa XII w grupie Leon Mangin i 55 Towarzyszy. Kanonizowana w grupie 120 męczenników chińskich 1 października 2000 r. przez Jana Pawła II.